# Préchac (Aurimont)
Pour les articles homonymes, voir Préchac.
Préchac est une ancienne commune du Gers. En 1821, elle est rattachée à la commune d'Aurimont. Aujourd'hui, un lieu-dit subsiste.

## Géographie

### Localisation
Préchac se situe en Gascogne, dans l'Astarac, au sein de la commune d'Aurimont.

### Voies de communication et de transports
Préchac est desservie par un chemin vicinal.

## Histoire
La commune faisait partie du canton de Saramon. En 1821, Préchac est fusionnée au sein de la commune d'Aurimont. En 2014, Aurimont est transférée au canton d'Astarac-Gimone.

## Population et société

### Démographie
| 1793 | 1800 | 1806 | 1821 |
| ---- | ---- | ---- | ---- |
| 132  | 157  | 141  | 126  |

## Culture locale et patrimoine

### Lieux et monuments
- Chapelle romane et cimetière

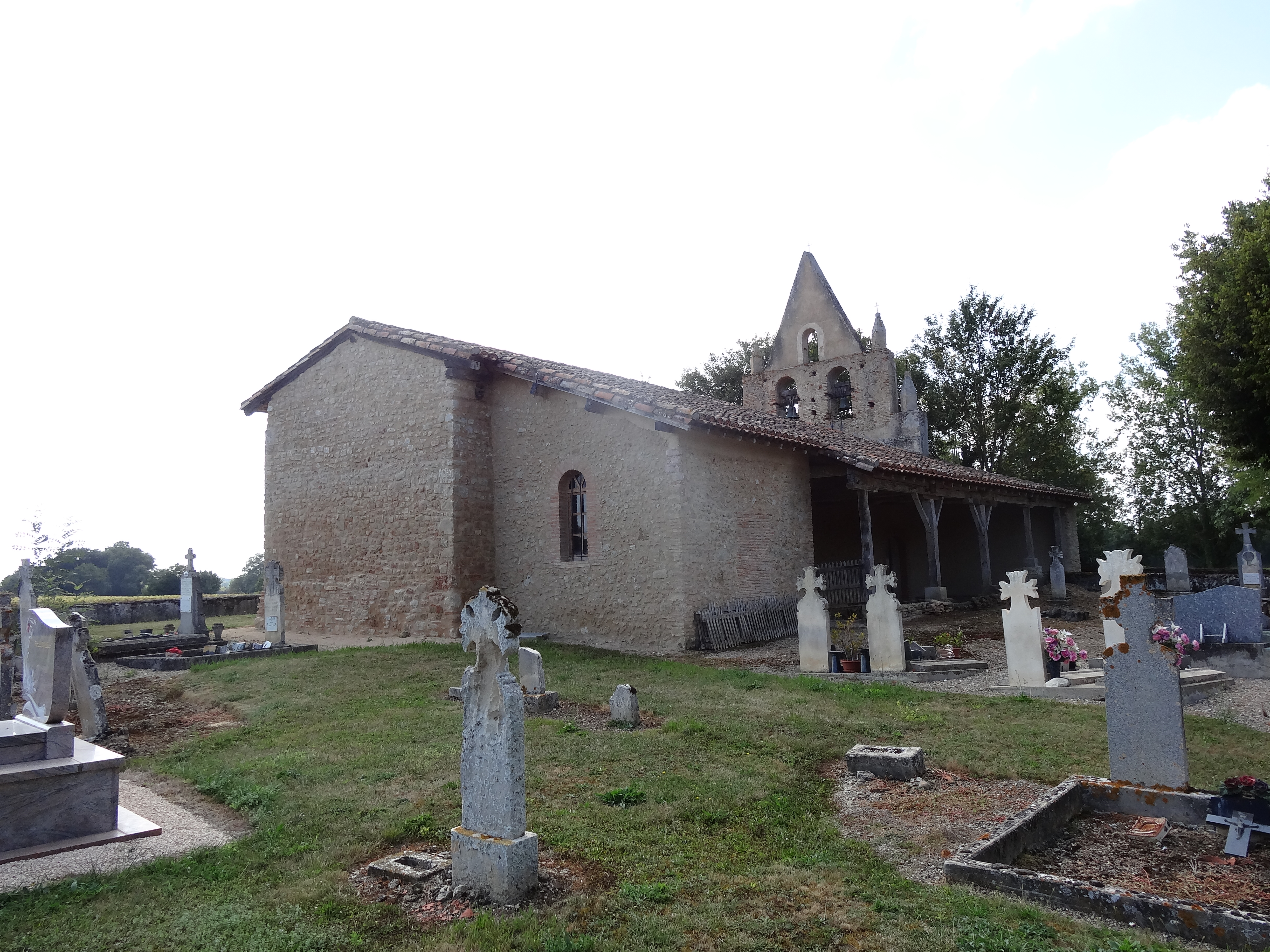
Vue différente de la chapelle.
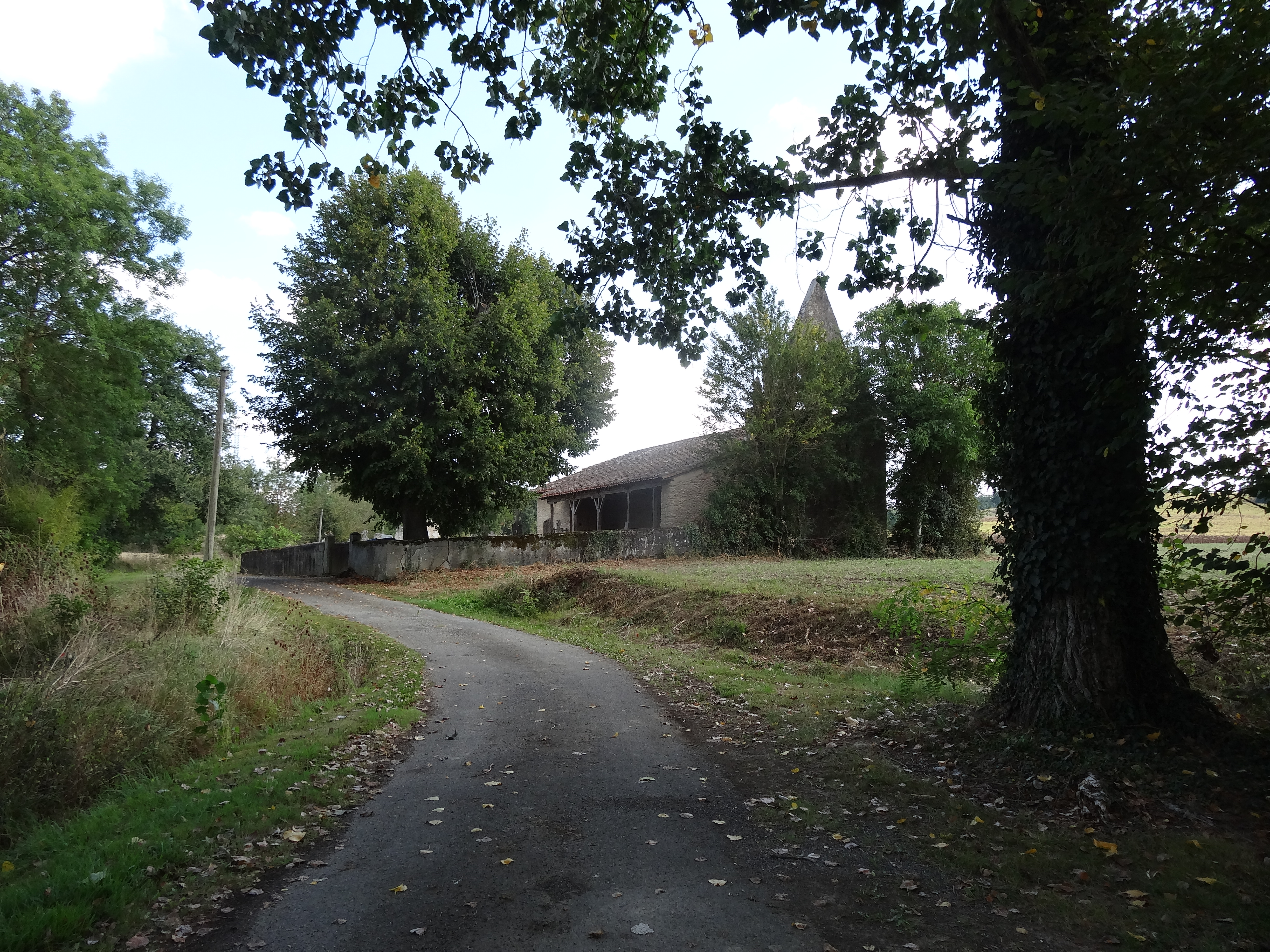
La chapelle dans son environnement.